# Lubná (okres Rakovník)
Obec Lubná (německy Lubna) se nachází v okrese Rakovník, kraj Středočeský, necelé 4 km jihozápadně od Rakovníka. Žije zde přibližně 1 100 obyvatel. Obcí protéká Černý potok; při jejím západním okraji se nachází zastávka Lubná na železniční trati 162 Rakovník - Mladotice.

## Historie

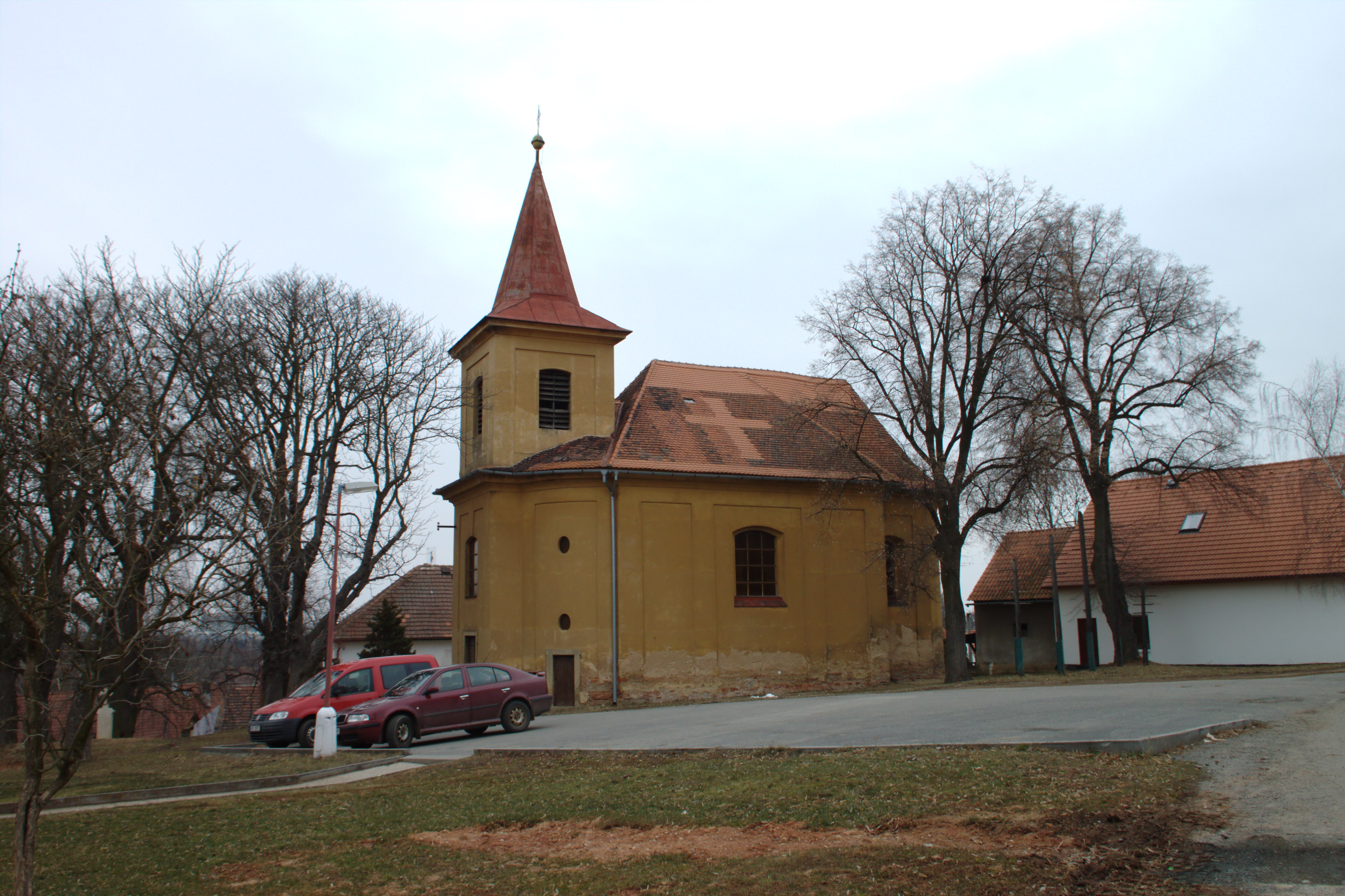
Kostel svatého Jiří

Stopy lidské přítomnosti na katastru Lubné pocházejí již z dávného pravěku. V okolí obce byly objeveny pozůstatky, dosvědčující táboření lovců v období mladšího paleolitu před zhruba 23 tisíci lety (zbytky ohnišť, tisíce pazourkových úlomků a celých nástrojů, množství kostí divoké zvěře atp.), které činí z Lubné jedno z nejvýznamnějších nalezišť gravettienu na českém území.
Název obce souvisí se slovem lub, kdysi označením pro lýko či kus kůry sloupnutý se stromu. Pojmenování Lubná pak mohlo patřit buď vodnímu toku, po jehož hladině nějaké takové opadané kousky stromoví pluly, nebo vsi, např. pro materiál, kterým byly pokryty střechy jejích stavení.
První písemná zmínka o vsi (Lubne) pochází z roku 1057 a vyskytuje se v zakládací listině litoměřické kapituly. Další zpráva se datuje k roku 1315, kdy Lubnou král Jan Lucemburský znovu vysadil podle zákupního práva. K roku 1357 se v Lubné připomíná kostel sv. Jiří jako filiální ke Hvozdu; podací právo k němu měli tehdy vladykové z Příčiny. Ves po dlouhou dobu náležela ke královskému panství křivoklátskému; poté, co ke Křivoklátu byly v roce 1583 přikoupeny Krušovice, byla vedena v rámci panství krušovického, jehož posledními feudálními majiteli byli Fürstenberkové.
Za třicetileté války Lubná nakrátko prakticky zpustla a znovu se vzmáhala jen pozvolna. Soupis poddaných podle víry, provedený roku 1651, tak kupříkladu zaznamenal 12 obydlených stavení s 39 obyvateli (vyjma malých dětí).
Výrazný rozvoj nastal až v 19. století s počátky dobývání černého uhlí, později i lupku, suroviny pro keramickou výrobu. Roku 1980 byla severozápadně od obce zprovozněna velká továrna RAKO III na výrobu obkladových dlaždic.

### Územněsprávní začlenění
Dějiny územněsprávního začleňování zahrnují období od roku 1850 do současnosti. V chronologickém přehledu je uvedena územně administrativní příslušnost obce v roce, kdy ke změně došlo:
- 1850 země česká, kraj Praha, politický i soudní okres Rakovník[6]
- 1855 země česká, kraj Praha, soudní okres Rakovník
- 1868 země česká, politický i soudní okres Rakovník
- 1939 země česká, Oberlandrat Kladno, politický i soudní okres Rakovník[7]
- 1942 země česká, Oberlandrat Praha, politický i soudní okres Rakovník[8]
- 1945 země česká, správní i soudní okres Rakovník[9]
- 1949 Pražský kraj, okres Rakovník[10]
- 1960 Středočeský kraj, okres Rakovník
- 2003 Středočeský kraj, obec s rozšířenou působností Rakovník

### Rok 1932
V obci Lubná (960 obyvatel, poštovní úřad, telefonní úřad) byly v roce 1932 evidovány tyto živnosti a obchody: výroba cementového zboží, 2 cihelny, obchod s dobytkem, důl Filip II, Lubno-Rakovnické kamenouhelné doly, holič, 3 hostince, 2 koláři, 2 kováři, krejčí, obchod s módním zbožím, obuvník, pekař, 2 rolníci, 2 řezníci, sadař, 5 obchodů se smíšeným zbožím, spořitelní a záložní spolek pro Lubnou, šrotovník, 2 trafiky, truhlář, zámečník.

## Současnost
Obec je plynofikována, vybavena vodovodem a kanalizací, nachází se zde mateřská a základní škola i pošta.

## Pamětihodnosti
- Kostel svatého Jiří

## Doprava
Dopravní síť

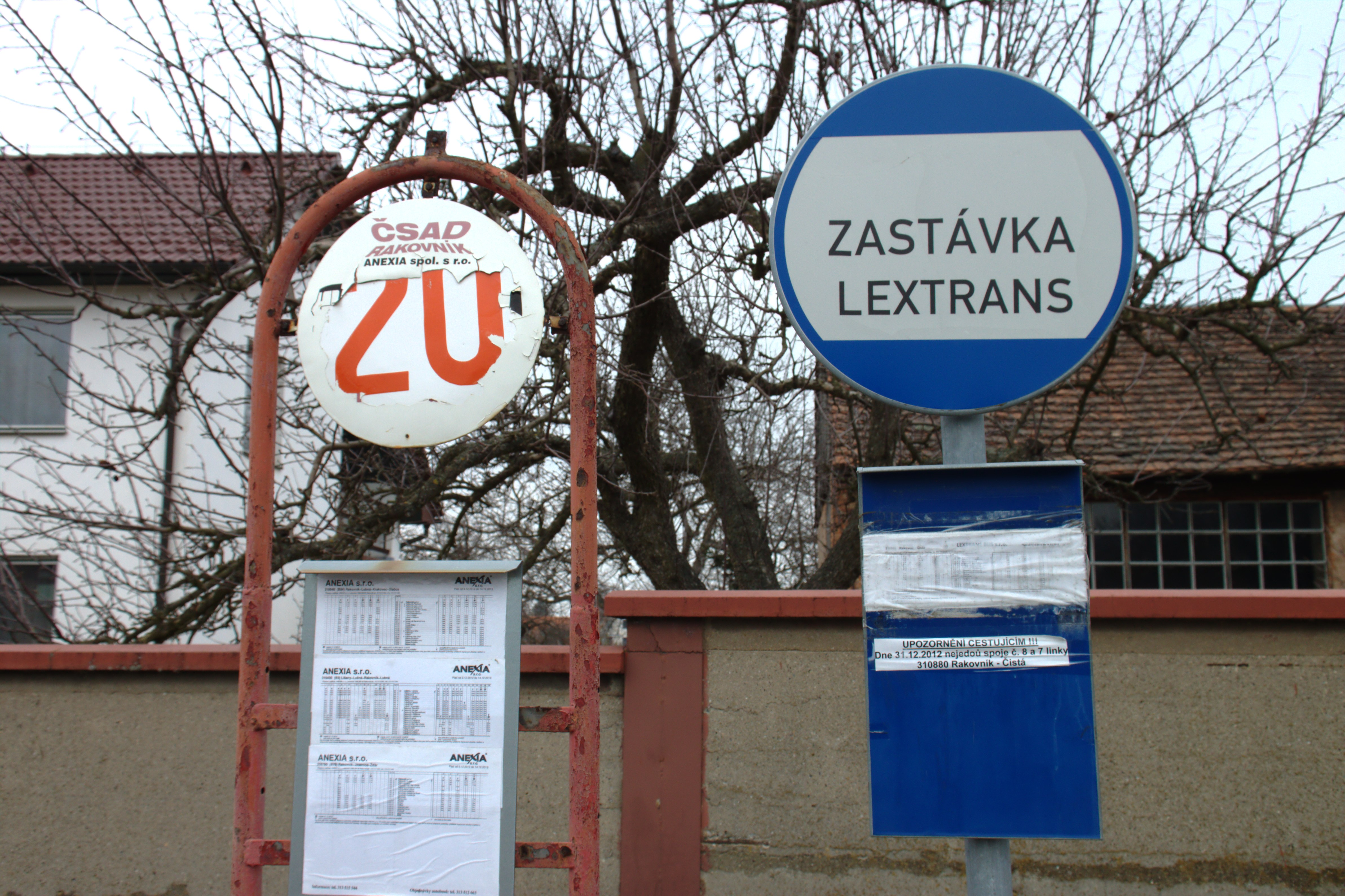
Autobusová zastávka v Lubné

- Pozemní komunikace – Obcí vede silnice II/229 Rakovník - Kralovice.
- Železnice – Obec Lubná leží na železniční trati 162 Rakovník - Kralovice u Rakovníka - Mladotice. Jedná se o jednokolejnou regionální trať, doprava na ní byla zahájena roku 1899.

Veřejná doprava 2011
- Autobusová doprava – V obci zastavovaly autobusové linky jedoucí např. do těchto cílů: Čistá, Jesenice, Kralovice, Rakovník, Slabce.
- Železniční doprava – Po trati 162 jezdilo v pracovní dny 9 osobních vlaků, o víkendech 8 osobních vlaků.